# Petite Italie, Montréal

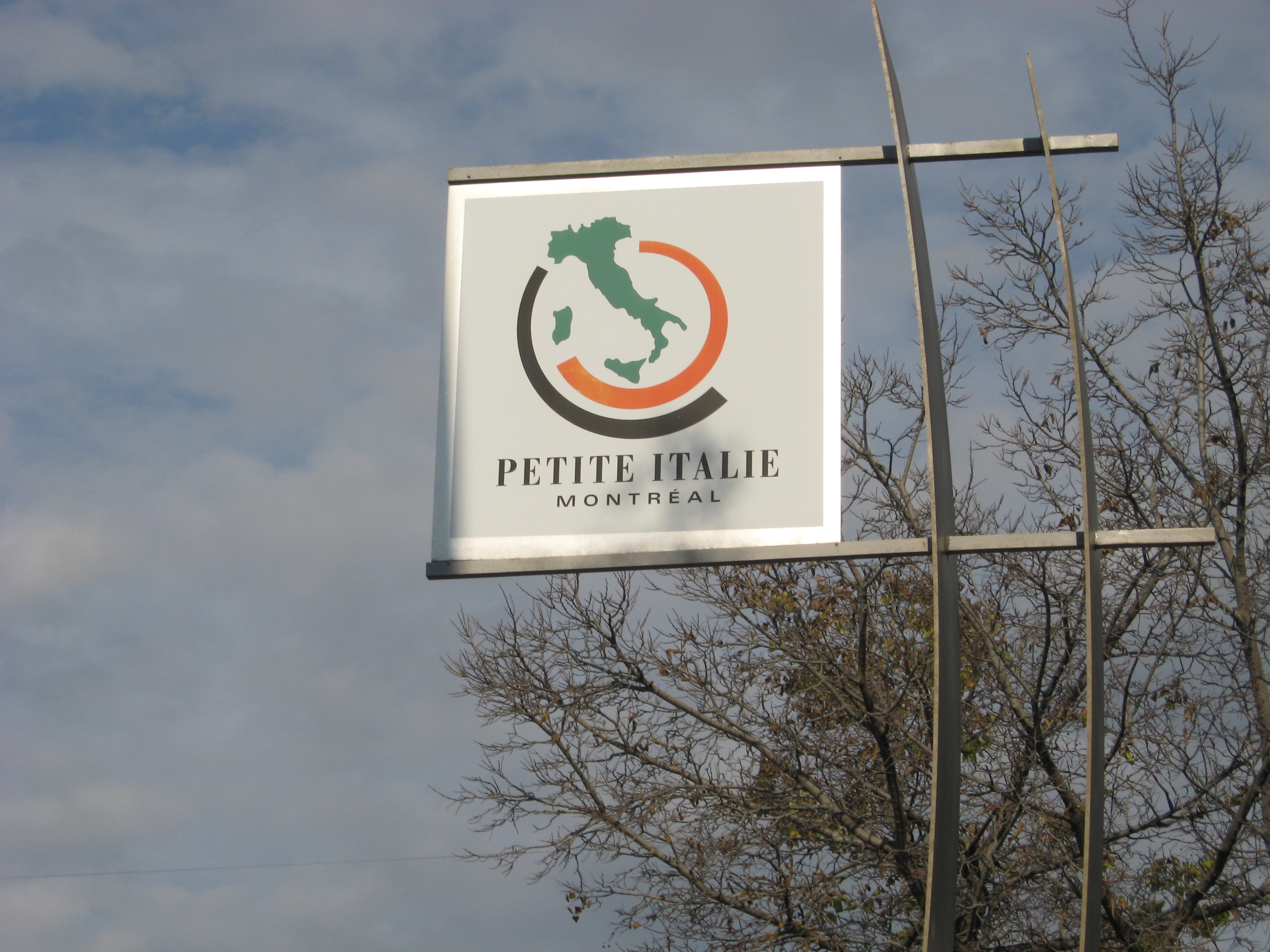
Petite Italies emblem.

Petite Italie i Montréal (engelska: Little Italy; italienska: Piccola Italia) är ett "Little Italy" ("Lilla Italien"-område) i Montréal, Québec, som ligger mellan Boulevard Saint-Laurent, Rue Saint-Denis och mellan Jean-Talon och Rue Beaubien. Petite Italie är en del av arrondissementet Rosemont–La Petite-Patrie, och ligger öster om Villeray och Parc Jarry. I området finns bland annat italienska butiker och restauranger, Jean-Talon-marknaden samt Madonna della Difesa-kyrkan.

## Italien-kanadensare
Före andra världskriget hamnade de italienska invandrarna i Kanada mestadels i Montréal, efter andra världskriget oftare i Toronto. I folkräkningen 2006 noterade sig 1,4 miljoner med helt eller delvis italienska rötter. Av dessa bodde då över 460 000 i Toronto och 260 000 i Montréal – de två största "italienska" befolkningskoncentrationerna i Kanada.

## Bildgalleri

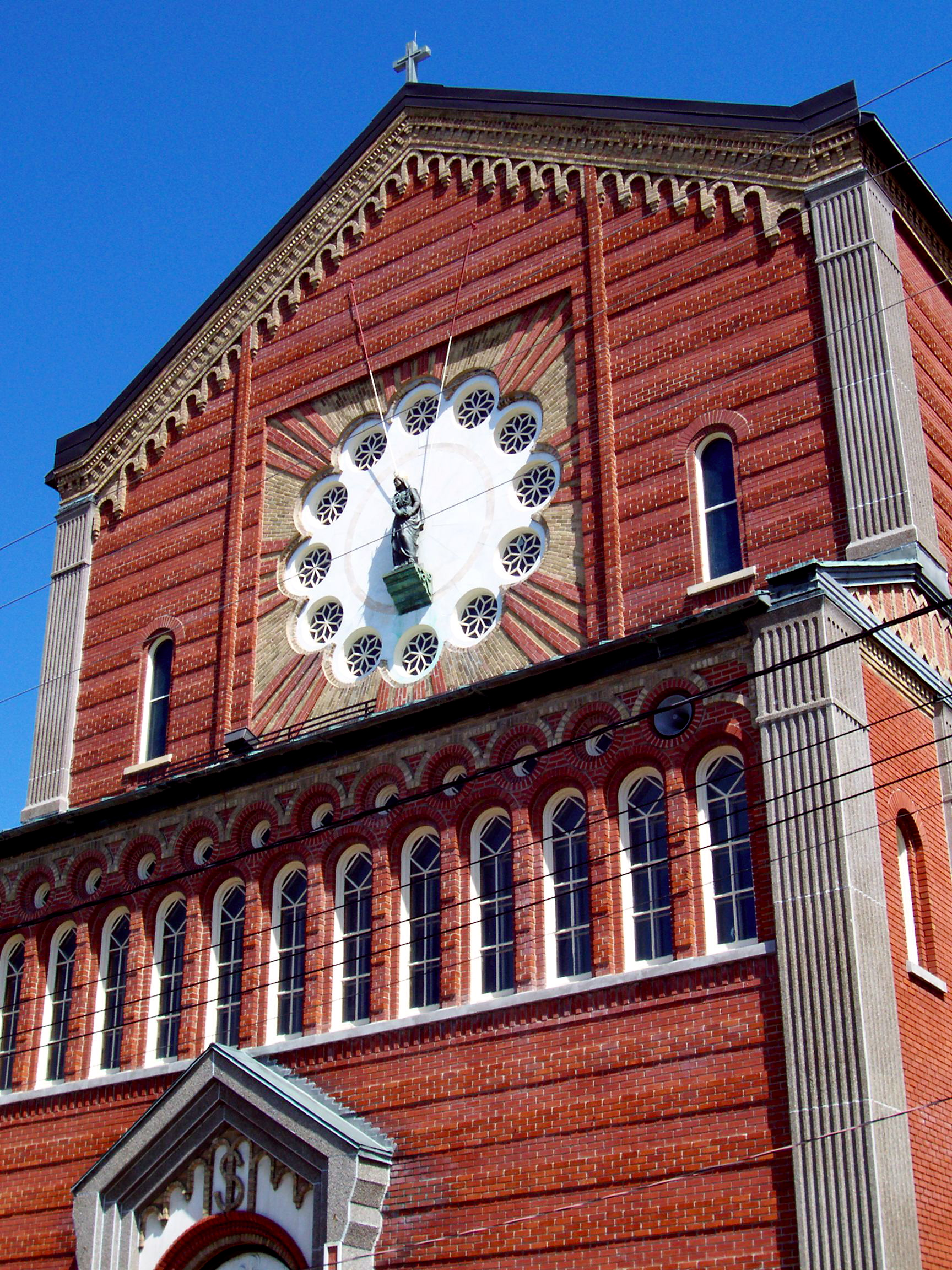
Kyrkan Madonna della Difesa.
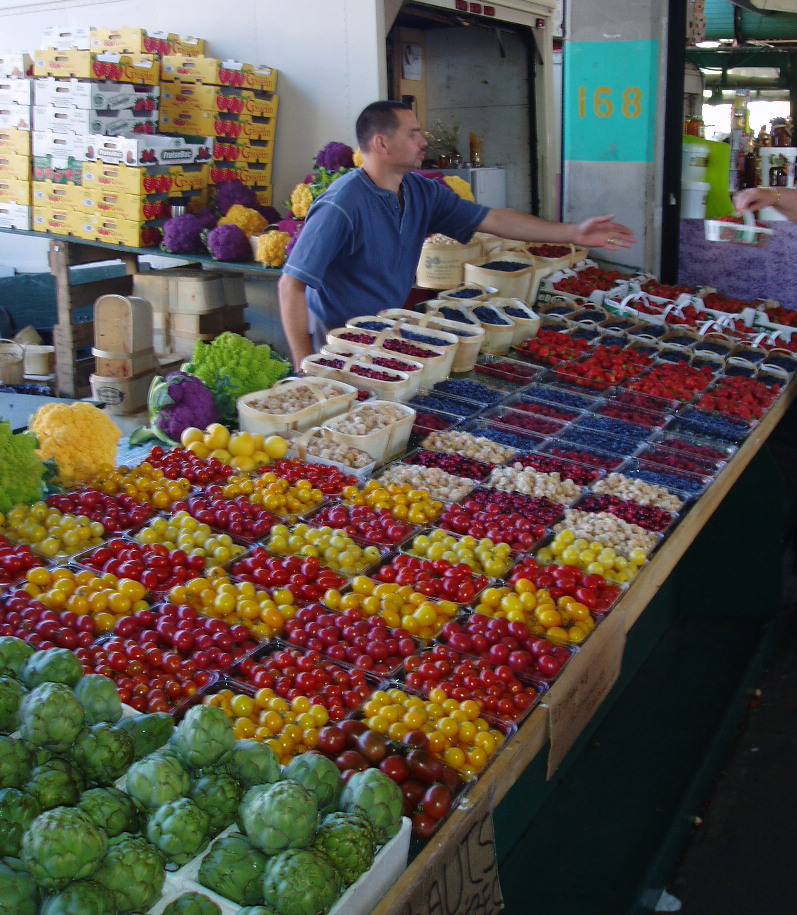
Marknadsstånd på Marché Jean-Talon.